# Premium Times
Premium Times est un journal en ligne nigérian basé à Abuja, la capitale du pays, lancé en 2011. Le média en ligne est remarquable pour le journalisme d'investigation parmi d'autres domaines. 

## Récompenses et nominations
En 2013, Premium Times est nommé pour le prix du « site Web / blog de l'année » au Nigerian Broadcasters Merit Awards. En 2017, des journalistes du Premium Times sont récompensés par le prix Pulitzer pour leur participation au consortium international qui a enquêté sur les Panama Papers, révélant la corruption et les paradis fiscaux offshore utilisés par des personnes haut placées. En novembre 2017, Global Investigative Journalism Network annonce que Premium Times a reçu le Global Shining Light Award pour son travail d'enquête sur les exécutions extrajudiciaires dans le sud-est du Nigeria et sur la coordination du massacre d'Onitsha des partisans pro-Biafra.
Le rédacteur en chef en est Dapo Olorunyomi.

## Voir également
- Liste des journaux nigérians